# Alvise Mocenigo (1760-1815)

Stemma Mocenigo

Alvise Mocenigo (Venezia, 10 aprile 1760 – Venezia, 24 dicembre 1815) è stato un politico e imprenditore italiano.

## Biografia

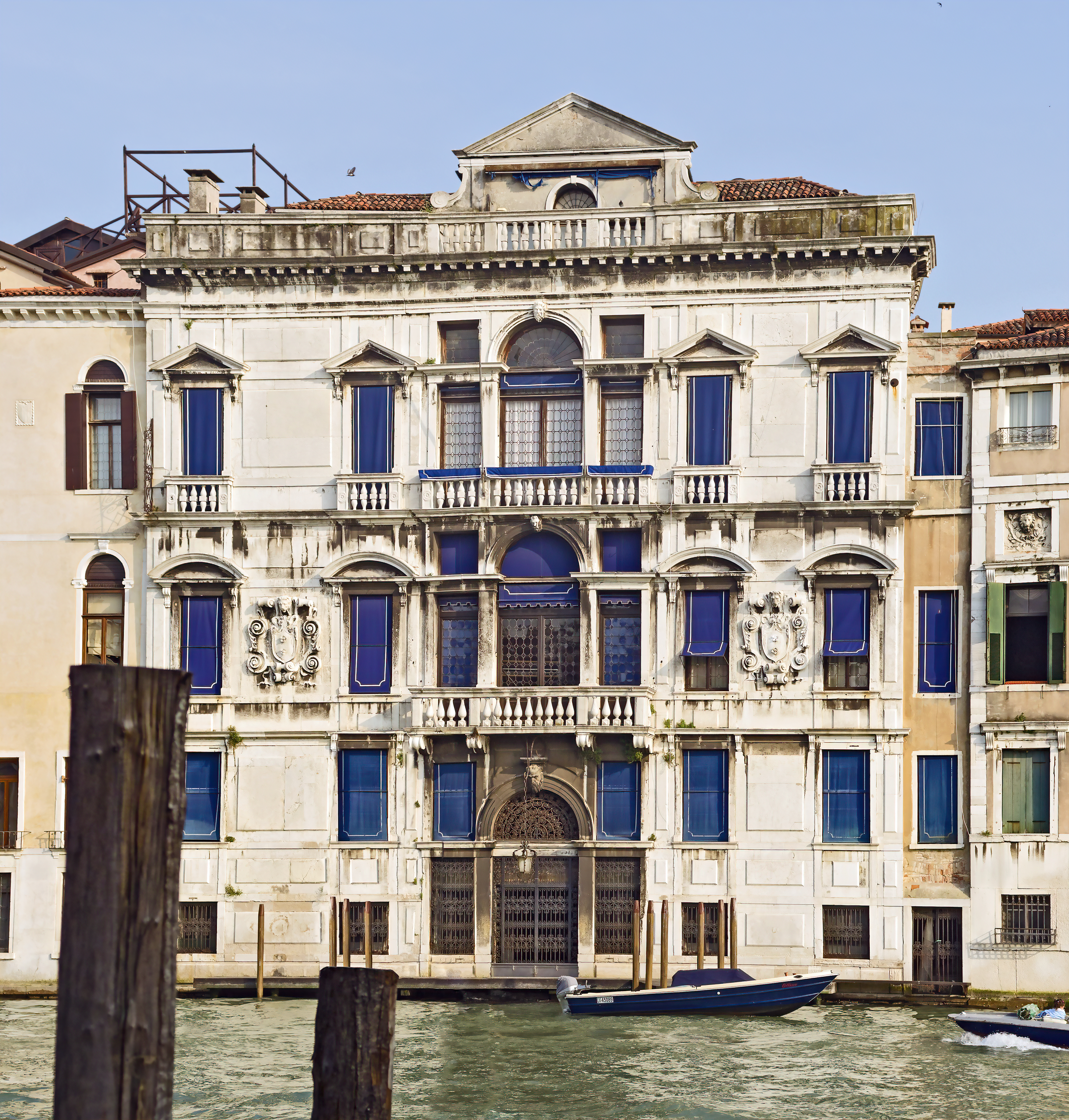
Veduta del palazzo Mocenigo "Ca' nova" appartenente al ramo di Casa Nuova di S.Samuele in cui visse e ne fu l'ultimo rappresentante diretto.

Era figlio di Alvise V Sebastiano di Alvise IV e di Chiara di Alessandro Zen. La sua famiglia (i Mocenigo di San Samuele) era una delle più influenti e ricche del patriziato veneziano.
Ricevette un'ampia educazione umanistica, tanto che nel 1783 entrò a far parte dell'Accademia dei Nobili di Ca’ Giustinian, nel 1810 Società d'incoraggiamento d'arti e mestieri di Milano e nel 1812 fu tra i soci fondatori dell'Ateneo Veneto di scienze, lettere e arti.
Nel 1786 si sposò con Lucia Memmo, figlia di Andrea Memmo del ramo di San Marcuola. Da lei ebbe un figlio, che morì in tenera età. Successivamente riconobbe come proprio un figlio nato da una relazione extraconiugale della moglie, che fu chiamato Alvise Francesco Mocenigo.
In campo politico fu: savio agli Ordini (1783), savio alle Acque (1786), savio di Terraferma (1793), capitano e vicepodestà di Verona (1794) e, a Udine, luogotenente della patria del Friuli.
Mentre i suoi interessi culturali si erano sviluppati in senso illuminista, la sua azione di governo si collocò nel solco delle leggi e della tradizione veneziane. Sostenendo quindi idee riformatrici all'interno della Repubblica, ma affermando una neutralità armata, a controllo delle forze napoleoniche ed in difesa dello Stato veneto, contro quella disarmata, che poi prevalse, e che portò a definitiva rovina la Serenissima. Insieme a Francesco Donà e Leonardo Giustinian, tentò invano ed in diversi incontri (sino all'indomani dell'abdicazione del Maggior Consiglio) a convincere Napoleone a lasciare in vita la Repubblica.
Nel 1797 entrò a far parte della Municipalità provvisoria di Venezia, l'organo nelle mani del quale il Maggior Consiglio aveva consegnato i propri poteri. Dopo il Trattato di Campoformio (17 ottobre 1797) rimase all'interno della "Deputazione dei cinque cogli aggiunti", emanazione della Municipalità provvisoria, che gestì il passaggio di consegne agli austriaci, dopodiché nel 1798 lasciò la città.
Nel 1806 fu nominato prefetto del dipartimento dell'Agogna, con sede Novara, all'interno del Regno d'Italia. Quest'incarico ebbe termine nel 1809, quando fu nominato da Napoleone all'interno del Senato, a cui appartenne sino al termine dell'età napoleonica. Al suo rientro da Vienna, dove intratteneva relazioni politiche con la corte asburgica e amministrava i suoi possedimenti austriaci di Margarethen am Moos, in Tirolo per qualche giorno fu fatto prigioniero delle milizie contadine di Andreas Hofer.
Dopo la sua morte, avvenuta a Venezia, fu sepolto ad Alvisopoli.

## Alvisopoli
Dopo la caduta della Repubblica di Venezia si dedicò all'amministrazione del suo vasto patrimonio e alla costruzione della città ideale e autosufficiente di Alvisopoli.
Tra Fossalta e Fratta, attorno a Portogruaro, nel 1800 decise di edificare Alvisopoli all'interno di un vasto latifondo di famiglia (il «Molinato») sul modello urbanistico e sociale della tradizione greco-romana quale esempio di città agricolo-industriale ma anche intellettuale.